# Bni Guil
Bni Guil (franska: Bni Guil (CR), Bni Guil (Commune Rurale), arabiska: عبو لكحل) är en kommun i Marocko.   Den ligger i provinsen Figuig och regionen Oriental, i den östra delen av landet, 500 km öster om huvudstaden Rabat. Antalet invånare är 9 059.